# Sericosema
Sericosema es un tipo de polilla de la familia Geometridae.

## Especies
- Sericosema juturnaria (Guenée, 1857)
- Sericosema immaculata (Barnes & McDunnough, 1913)
- Sericosema wilsonensis Cassino & Swett, 1922
- Sericosema simularia (Taylor, 1906)